# Peruanische Badmintonmeisterschaft 2019
Die Peruanische Badmintonmeisterschaft 2019 fand vom 6. bis zum 14. Dezember 2019 in Lima statt.

## Medaillengewinner
| Disziplin    | Gold                           | Silber                              | Bronze                                          |
| ------------ | ------------------------------ | ----------------------------------- | ----------------------------------------------- |
| Herreneinzel | Daniel La Torre                | José Guevara                        | Santiago De La Oliva                            |
| Herreneinzel | Daniel La Torre                | José Guevara                        | Nicolás Macías                                  |
| Dameneinzel  | Daniela Macías                 | Fernanda Saponara Rivva             | Inés Castillo                                   |
| Dameneinzel  | Daniela Macías                 | Fernanda Saponara Rivva             | Namie Miyahira                                  |
| Herrendoppel | Diego Mini José Guevara        | Nicolás Macías Santiago De La Oliva | Adriano Viale Remo Blondet                      |
| Herrendoppel | Diego Mini José Guevara        | Nicolás Macías Santiago De La Oliva | Bruno Barrueto Diego Subauste                   |
| Damendoppel  | Cristina Aicardi Inés Castillo | Fernanda Munar Rafaela Munar        | Ines Alejandra Mendoza Micaela Castillo Salazar |
| Mixed        | Daniel La Torre Daniela Macías | Nicolás Macías Yue Yang             | Santiago De La Oliva Ines Alejandra Mendoza     |
| Mixed        | Daniel La Torre Daniela Macías | Nicolás Macías Yue Yang             | José Guevara Inés Castillo                      |